# Confederação Cuararafa
A Cuararafa (kwararafa) foi uma confederação e/ou Estado multiétnico centrado junto ao vale do rio Benué no que é hoje o centro da Nigéria. Estava a sudoeste do Império de Canem, e depois Bornu, e ao sul dos Estados hauçás. Ascenderam à proeminência antes de 1500, estiveram em conflito com seus vizinhos mais poderosos no século XVII e foram reduzidos a um pequeno Estado tributário no século XVIII. Se pensa que Cuararafa era um Estado confederado conduzido pelos atuais jucuns ou talvez um nome coletivo dado por seus inimigos muçulmanos para designar povos pagãos ao sul de seus territórios.

## História
No reinado do maí Dunama II (r. 1210–1248), o Império de Canem conduziu expedição fracassada contra os cuararafas, que foram descritos como pagãos antropófagos com buracos nas orelhas; no episódio, saiu de Canem para combatê-los, mas depois de seus espiões lhe contarem que viram os cuararafas a comerem cães e gente, suas tropas debandaram em pavor. As Crônicas de Cano entre as fontes hauçás registram invasões bem-sucedidas na Hauçalândia de Cuararafa, especificamente contra o Cano em torno de 1600, novamente em meados do século e outra vez em 1671. Na década de 1670, Cuararafa assaltou Catsina, saqueou Zaria e lançou uma invasão no Império de Bornu. As fontes de Bornu registram ataques de Cuararafa em direção a capital de Ngasargamu e uma grande derrota nas mãos do maí Ali ibne Omar. O cronista de Catsina Dan Marina registra Ali matando, ferindo e capturando muitos cuararafas e enviando três cativos de volta a seu líder, com suas orelhas arrancadas e penduraras em seus pescoços.